# 213 TCN
213 TCN là một năm trong lịch La Mã.